# Zňátky
Zňátky (s předložkou 2. pád do Zňátek, 6. pád ve Zňátkách, česky do roku 1918 a dosud nářečně Zňatka nebo Zňátka; německy Zniatka či Sniatka) jsou vesnice, místní část Náměště nad Oslavou. Ve vesnici žije 100 obyvatel.

## Geografická charakteristika
Katastrální území Zňátek leží na východě kraje Vysočina v okrese Třebíč. Na severozápadě sousedí s územím Vícenic u Náměště nad Oslavou, na jihozápadě a jihu s územím Sedlece, na východě Březníka a Kralic nad Oslavou. S územím Náměště nad Oslavou sousedí na severu.
Zňátky se rozkládají asi 1 km jižně od Náměště nad Oslavou, s níž jsou spojeny silnicemi č. I/23, II/399 a III/39217. Nadmořská výška vesnice se pohybuje kolem 425 m n. m. Samo katastrální území leží na pravé straně řeky Oslavy. Jižní polovina území Zňátek, při kopci Kleštěnec (422 m n. m.) a potoku Zňáteckém je zalesněná. Na skále na zňátecké straně řeky proti Velkopolskému mlýnu stávala zňátecká tvrz.

## Název
Jméno Zňátky je zdrobnělina staršího (písemně nedoloženého) Znětice, které bylo odvozeno od osobního jména Vzňata (jeho základem bylo sloveso vznietiti). Nositelem jména byl zřejmě některý příslušník rodu z Lomnice, v němž bylo časté. Výchozí tvar Vzňatici byl pojmenováním obyvatel vsi a znamenal "Vzňatovi lidé". V místním nářečí jméno přešlo do středního rodu (při zachování množného čísla): Zňátka, což bylo na západní Moravě časté.

## Historie
První písemná zmínka o Zňátkách pochází z roku 1377.
Z hlediska územní správy byly Zňátky pod názvem Zňatka nebo Zňátky roku 1869–1910 vedeny jako osada Vícenic v okrese Třebíč, v letech 1921–1930 jako obec v okrese Třebíč, v roku 1950 jako obec v okrese Velká Bíteš, v roce 1961–1979 jako obec v okrese Třebíč; jako součást Náměště nad Oslavou pak od 1. ledna 1980.
V roce 2019 by měly být Zňátky připojeny na veřejný vodovod.
| Rok            | 1869 | 1880 | 1890 | 1900 | 1910 | 1921 | 1930 | 1950 | 1961 | 1970 | 1980 | 1991 | 2001 |
| -------------- | ---- | ---- | ---- | ---- | ---- | ---- | ---- | ---- | ---- | ---- | ---- | ---- | ---- |
| Počet obyvatel | 214  | 206  | 229  | 203  | 174  | 153  | 150  | 148  | 159  | 144  | 132  | 126  | 116  |

Zňátky náležely ve 14. století k hradu Kraví hoře, pak přešly prodejem k hradu Lamberku. Roku 1437 již příslušely ke statkům náměšťským.

## Pamětihodnosti
- zaniklá tvrz